# Nieuwmarkters
De Nieuwmarkters waren mensen uit de Belgische stad Roeselare die met paard en kar rondtrokken om allerlei goederen (voornamelijk stoffen) te verkopen. Ze kregen ook wel de naam Mensen van den hoek of ’t Volk van Peegie. Deze groep zonderde zich af van de rest van de bevolking. Ze vormden een eigen getto en spraken onderling Bargoens.
De oorsprong van hun naam is terug te vinden in een werk van John Goddeeris: "In 1572 werd er in Roeselare een nieuwe straat aangelegd van aan de Noordstraat tot in De Wael. Deze straat zou dienstdoen als  plaats voor een nieuwe hout- en beestenmarkt. De mensen die er al woonden en hun brood verdienden door allerlei koopwaar aan de man te brengen, kregen de naam Nieuwmarkters."
Een fictief boegbeeld van de Nieuwmarkters was de dwerg Petrus die in de volksmond ook wel de naam Peegie kreeg. Zijn vader was een Bruggeling die zich in Roeselare vestigde na zijn huwelijk met iemand van de Nieuwmarkt.